# Чернобровый альбатрос
Чернобровый альбатрос (лат. Thalassarche melanophris) — вид морских птиц из семейства альбатросовых. Обычно гнездится на крутых склонах, покрытых кочковатой травой, а иногда и на утесах; на Фолклендских островах — на плоских лугах на побережье.
В период размножения альбатросы соседствуют с хохлатыми пингвинами (Eudyptes). Альбатросы не против такого соседства, более того, альбатросы охраняют своё гнездо и пингвиньи яйца от хищников, таких как каракара. Альбатросам не трудно отыскать своё гнездо среди десятков тысяч, возвратившись с охоты. На постройку гнезда раньше шла трава, сейчас же стала использоваться земля.
Во время гнездования один из родителей покидает гнездо и отправляется на поиски пищи в океан. Вся колония за один раз, может добыть тысячу тонн рыбы, моллюсков и ракообразных.
С места птица не может взлететь, так как её масса этого не позволяет, поэтому для этого альбатрос уходит на расположенную рядом так называемую «взлётную полосу». Птица разбегается и поток воздуха поднимает её. Но нужно поймать встречную воздушную струю определённой силы, иначе ничего не получится.
Продолжительность жизни альбатроса может достигать 70 лет.

## Описание
Птица длиной 80—95 см и весом 3—4 кг, размах её крыла 2—2,5 м. Клюв у альбатроса длинный, жёлтый, крючковатой формы, на кончике розоватого цвета; через ноздри он выделяет избыток соли.
Оперение обоих полов сверху тёмно-коричневого, маховые перья тёмные, серый хвост и тёмного цвета нижняя сторона крыла; остальные перья белого цвета. У взрослого альбатроса вокруг глаза оперение тёмное, от чего этот вид и получил своё название.
Вне гнездового периода держится поодиночке.

## Распространение
Южные районы Тихого, Атлантического и Индийского океанов. Места где гнездится альбатрос, на островах: Окленд, Тристан-да-Кунья, Южная Георгия. В отдельные годы отмечены гнездовья в колонии олушей в Шотландии.

## Размножение

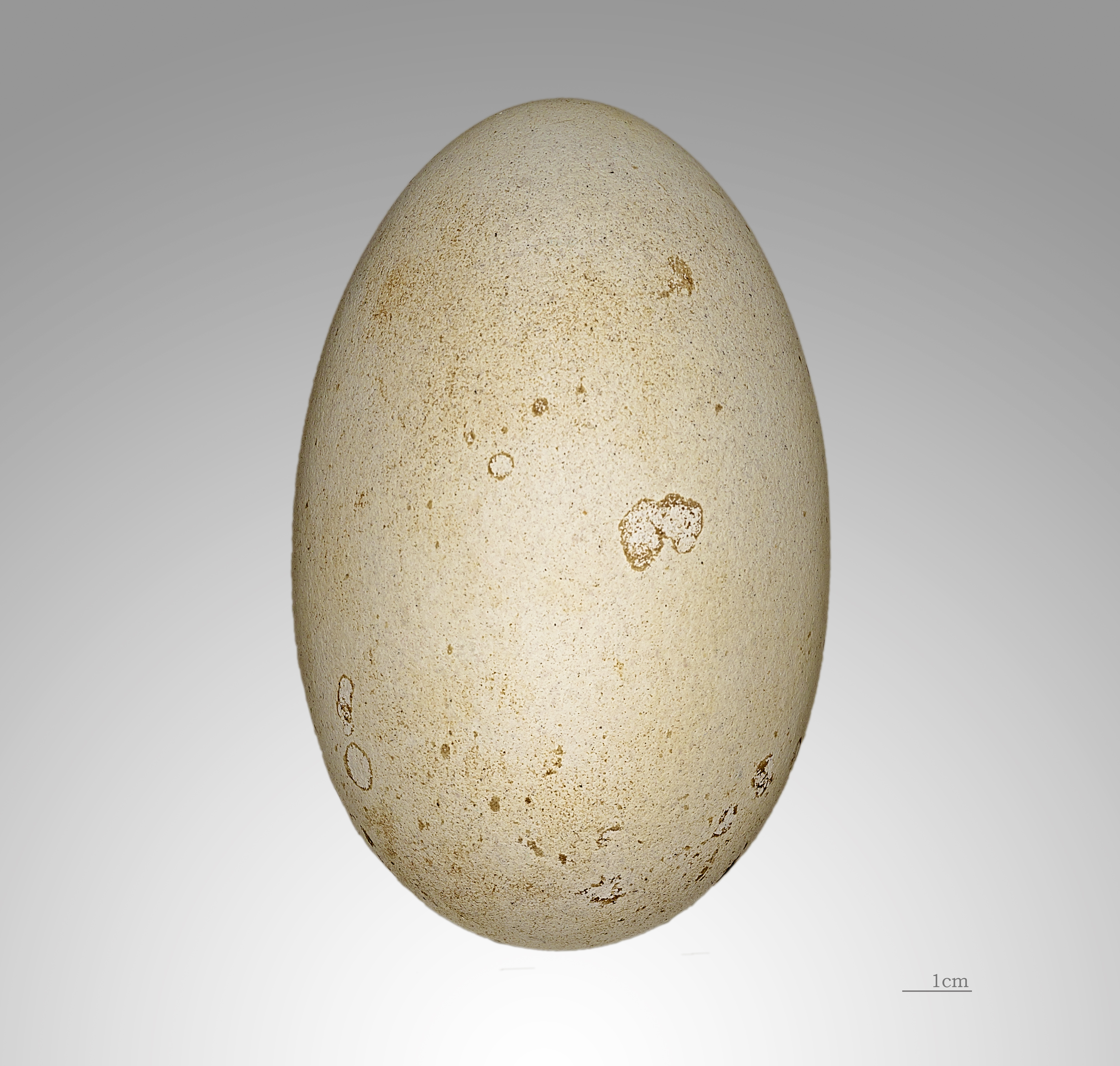
Thalassarche melanophris

Альбатрос достигает половой зрелости к 4—7 годам. Инкубация яйца длится около 2 месяцев. Кладка раз в год. Откладывает одно яйцо. Родители выкармливают птенца 9 месяцев.

## Охрана
Этот вид в Красную книгу МСОП находится в категории LC — вызывает наименьшие опасения.